# Japonia na Letnich Igrzyskach Olimpijskich 1968
Na Letnich Igrzyskach Olimpijskich 1968 reprezentowało Japonię 171 sportowców (147 mężczyzn i 25 kobiet) w 97 dyscyplinach. 